# ジャイアント・ベビー (1992年の映画)
『ジャイアント・ベビー』（原題：Honey, I Blew Up the Kid）は、1992年制作のアメリカ合衆国のSFコメディ映画。
『ミクロキッズ』の続編で、前作で電磁物体縮小機でわが子を6ミリに縮めてしまった発明家が、今度は電磁物体拡大機で2歳半の息子を巨大化させてしまい、大騒動になってしまう。
日本でのビデオ・タイトルは『ジャイアント・ベビー/ミクロキッズ2』。

## あらすじ
前作の騒動から3年後、発明家のウェインは、今度はあらゆるものを大きくする電磁物体拡大機の開発に没頭していた。
ある日、彼は息子のニックとアダムを連れて研究所に行き、研究を進める。しかし、ウェインとニックが研究に夢中になっている間に、アダムが実験台にあがり込んで電磁物体拡大機の光線を浴びてしまう。その場では変化はなかったものの、帰宅後にウェインが電子レンジを使った途端、電磁波を浴びたアダムが巨大化する。
驚いたウェインはニックにアダムを任せ、ダイアンと2人で3年前に使用した電磁物体縮小機を捜すために研究所の倉庫へ向かう。一方、サリンスキー家にはベビーシッターを頼まれていたマンディがやって来る。アダムが巨大化した理由や3年前のミクロ・キッズ事件を聞かされる。その間にアダムはテレビを見ており、テレビの電磁波を浴びて更に巨大化、家の壁を突き破って外へ出てしまう。
ウェインが「電磁波を浴びる度に巨大化する」ことを突き止めたが、アダムはあろうことかラスベガスへ向かってしまう。大量の電磁波を浴びながら無邪気に遊び回り、街はたちまちパニックに陥いる。ウェインの妻・ダイアンは、自らの体に電磁物体拡大機の光線を浴びて巨大化し、アダムの動きを止めることに成功。その隙にウェインは電磁物体縮小機の光線を放って2人を元の大きさに戻して落着させるが、同時にアダムのポケットにいたニックとマンディがミクロ化してしまうのだった。

## キャスト
| 役名                       | 俳優                                        | 日本語吹替 | 日本語吹替   | 日本語吹替 |
| 役名                       | 俳優                                        | ソフト版   | 日本テレビ版 | 機内上映版 |
| -------------------------- | ------------------------------------------- | ---------- | ------------ | ---------- |
| ウェイン・サリンスキー     | リック・モラニス                            | 二又一成   | 牛山茂       | 古川登志夫 |
| ダイアン・サリンスキー     | マーシャ・ストラスマン                      | 滝沢久美子 | 高島雅羅     |            |
| エイミー・サリンスキー     | エイミー・オニール                          | 小林優子   | 根谷美智子   |            |
| ニック・サリンスキー       | ロバート・オリヴェリ                        | 金丸淳一   | 岡野浩介     |            |
| アダム・サリンスキー       | ダニエル・シャリカー ジョシュア・シャリカー | 伊藤隆大   | 氷上恭子     |            |
| マンディ・パーク           | ケリー・ラッセル                            | 横山智佐   | 岡村明美     |            |
| スターリング所長           | ロイド・ブリッジス                          | 納谷悟朗   | 大木民夫     |            |
| チャールズ・ヘンドリクソン | ジョン・シェア                              | 牛山茂     | 大塚芳忠     |            |
| ホイーラー                 | グレゴリー・シエラ                          | 上田敏也   | 有本欽隆     |            |
| マイヤーソン警部           | マイケル・ミルホーン                        | 星野充昭   | 長島雄一     |            |
| ブルックス                 | ロン・カナダ                                | 原田一夫   | 辻親八       |            |
| スミッティ                 | ケネス・トビー                              | 城山堅     | 宝亀克寿     |            |
| 研究員                     | ジョン・パラゴン                            | 星野充昭   | 仲野裕       |            |
| コンスタンス               | レズリー・ニール                            | 定岡小百合 | 渡辺美佐     |            |

- ソフト版：VHS、DVDなどに収録。

その他声の出演：朝倉佐知、梅津秀行、梁田清之、沢木郁也、中村雄一、嶋村薫、菊池いづみ
演出：松岡裕紀、翻訳：森沢麻里、録音・調整：金谷和美、制作：ACクリエイト、制作：DISNEY CHARACTER VOICES INTERNATIONAL, INC.
- 日本テレビ版：初回放送1997年8月22日『金曜ロードショー』

その他声の出演：佐藤しのぶ、藤生聖子、沢海陽子、古澤徹、田原アルノ、川津泰彦、永野広一、高瀬右光
演出：高橋剛、翻訳：佐藤一公、調整：田中和成、効果：リレーション、録音：オムニバス・ジャパン、制作：東北新社